# Piscine Jules-Verne
La piscine Jules-Verne est une piscine située à Nantes, rue Jules-Grandjouan dans le quartier Doulon - Bottière, à proximité du centre commercial E.Leclerc Paridis et de la clinique Jules-Verne. Elle porte le nom d'un des plus célèbres écrivains nantais.

## Équipements disponibles
Elle comprend : 
- un bassin sportif de 25 mètres ;
- un bassin d'apprentissage ;
- un bassin de loisirs ;
- une pataugeoire ;
- un solarium ;
- un toboggan.

Elle est accessible aux personnes handicapées.

## Accès
La piscine est desservie par les transports en commun de l'agglomération nantaise :
- tramway ligne 1, chronobus C1, bus ligne 23 (station Haluchère-Batignolles) ;
- bus ligne 12 (arrêt Jules-Verne) ;
- bus ligne 11 (arrêt Patis Rondin) ;
- bus lignes 77, 80, 85 et 95 (arrêt Chemin Rouge).